# (33407) 1999 CA75
1999 CA75 (asteroide 33407) é um asteroide da cintura principal. Possui uma excentricidade de 0.07185810 e uma inclinação de 13.02878º.
Este asteroide foi descoberto no dia 12 de fevereiro de 1999 por LINEAR em Socorro.